# Mastixis mallophora
Mastixis mallophora är en fjärilsart som beskrevs av Druce 1891. Mastixis mallophora ingår i släktet Mastixis och familjen nattflyn. Inga underarter finns listade i Catalogue of Life.